# Peter Wisgerhof
Peter Wisgerhof (wym. /ˈpeɪ̯.tər ˈʋɪs.χə.rɔf/; urodzony 19 listopada 1979 w Wageningen) – holenderski piłkarz. Wisgerhof był obrońcą. W profesjonalnej piłce zadebiutował w sezonie 1999/2000 w SBV Vitesse i kolejny sezon spędził już w NEC. Grał też w FC Twente.